# Sceptonia demeijerei
Sceptonia demeijerei är en tvåvingeart som beskrevs av Bechev 1997. Sceptonia demeijerei ingår i släktet Sceptonia, och familjen svampmyggor. Arten är reproducerande i Sverige.